# Fritz Karl

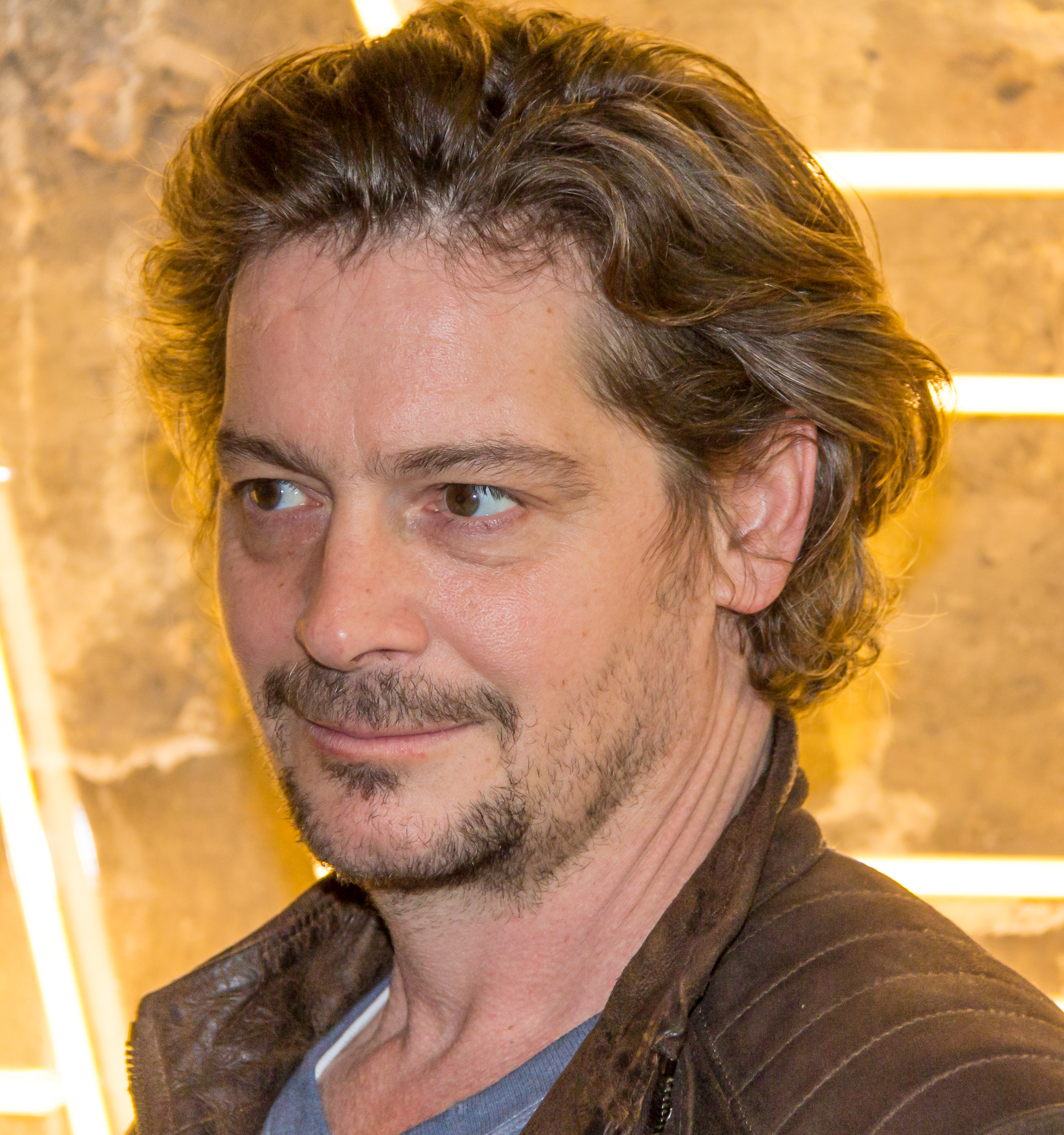
Fritz Karl (2014)

Fritz Karl (* 21. Dezember 1967 als Karl Friedrich in Gmunden) ist ein österreichischer Theater-, Film- und Fernsehschauspieler.

## Werdegang
Nachdem Fritz Karl eine Ausbildung bei den Wiener Sängerknaben absolviert hatte, besuchte er für die Dauer von zwei Semestern das Max Reinhardt Seminar in Wien. Ab 1986 hatte er Engagements vorwiegend an Wiener Theaterbühnen, dem Volkstheater und für fünf Jahre am Theater in der Josefstadt.
Der Regisseur Dieter Berner setzte Karl 1988 erstmals im Fernsehen in der Arbeitersaga Die Verlockung ein. Im gesamten deutschsprachigen Raum wurde er in der Serie Julia – Eine ungewöhnliche Frau als Sebastian Reidinger bekannt, den er in den ersten drei Staffeln spielte. 1994 spielte Karl in Houchang Allahyaris Höhenangst den jungen Mario, der, aus dem Gefängnis entlassen, in einem Dorf eine Stelle als Knecht findet und sich dort gut einlebt. Mit dem Auftauchen des Vaters, der ihn zurückholen will, wird Mario von seiner Vergangenheit eingeholt. Für diese Rolle wurde er 1995 als bester Nachwuchsschauspieler mit dem Max-Ophüls-Preis ausgezeichnet.
2001 spielte er die Hauptrolle als junger k.u.k. Offizier in der Verfilmung der tragischen Schnitzler-Novelle Spiel im Morgengrauen.
In der romantischen Vorweihnachts-Komödie Schneemann sucht Schneefrau spielte er 2002 den von einem Engel gesandten Joe Müller. 2003 verkörperte er neben August Schmölzer und Christoph Waltz im Fernsehdrama Jennerwein, das eine Nominierung für den Deutschen Fernsehpreis erhielt, den oberbayerischen Wilderer Georg Jennerwein. Durch die mysteriösen Begleitumstände seines Todes und vor allem durch eine Schussverletzung im Rücken wurde der Wildschütz zu einer Legende und zum Symbol der Auflehnung gegen die Obrigkeit.
2006 spielte Karl in der vielfach ausgezeichneten Kinokomödie von Marcus H. Rosenmüller Wer früher stirbt ist länger tot den „Kandlerwirt“ und Witwer auf Brautschau, Lorenz Schneider. Im selben Jahr sah man Fritz Karl in der belgischen Produktion Henry Dunant: Du rouge sur la croix, einem biografischen Historienfilm um das Leben des Initiators des Roten Kreuzes, in der Rolle des französischen Offiziers Colonel Delaroche. Ebenfalls 2006 übernahm er neben Heino Ferch in der Geschichte einer Lebensfreundschaft Auf ewig und einen Tag die Rolle des leidenschaftlichen Gregor Luckner, der, hin- und hergerissen zwischen Lebensgier und Selbstzweifeln, an der unverrückbar kalten Ablehnung durch den eigenen Vater zu zerbrechen droht. 2006 wirkte er auch bei Stars in der Manege in einer Shaolin-Nummer des Circus Krone mit, bei der er unter anderem durch die Mitte eines schwertgespickten Reifens zu springen hatte.
2007 verkörperte Karl die Figur des Kommissars Benno Söder in Eine folgenschwere Affäre, einem Psychothriller um Mord, Verrat und Schuld unter Kollegen. Für diese Rolle war Fritz Karl als Bester Schauspieler in einem Fernsehfilm 2008 für den Bayerischen Fernsehpreis nominiert. 2008 spielte Fritz Karl in dem Coming-of-Age-Drama Die Zeit, die man Leben nennt mit Kostja Ullmann, Jan Niklas und Billie Zöckler die Rolle eines geschiedenen Vaters, Oskar, der die schwierige Lebenssituation mit seinem unfalltraumatisierten Sohn Luca zu bewältigen hat. Im Jahr 2009 gründete Fritz Karl gemeinsam mit anderen österreichischen Filmschaffenden die Akademie des Österreichischen Films.
Gastauftritte hatte Karl in den Fernsehserien SOKO Kitzbühel, Polizeiruf 110, Tatort, Kommissar Rex (1998; 2002; 2008) und in der Nachtschicht-Folge Blutige Stadt.

## Privates

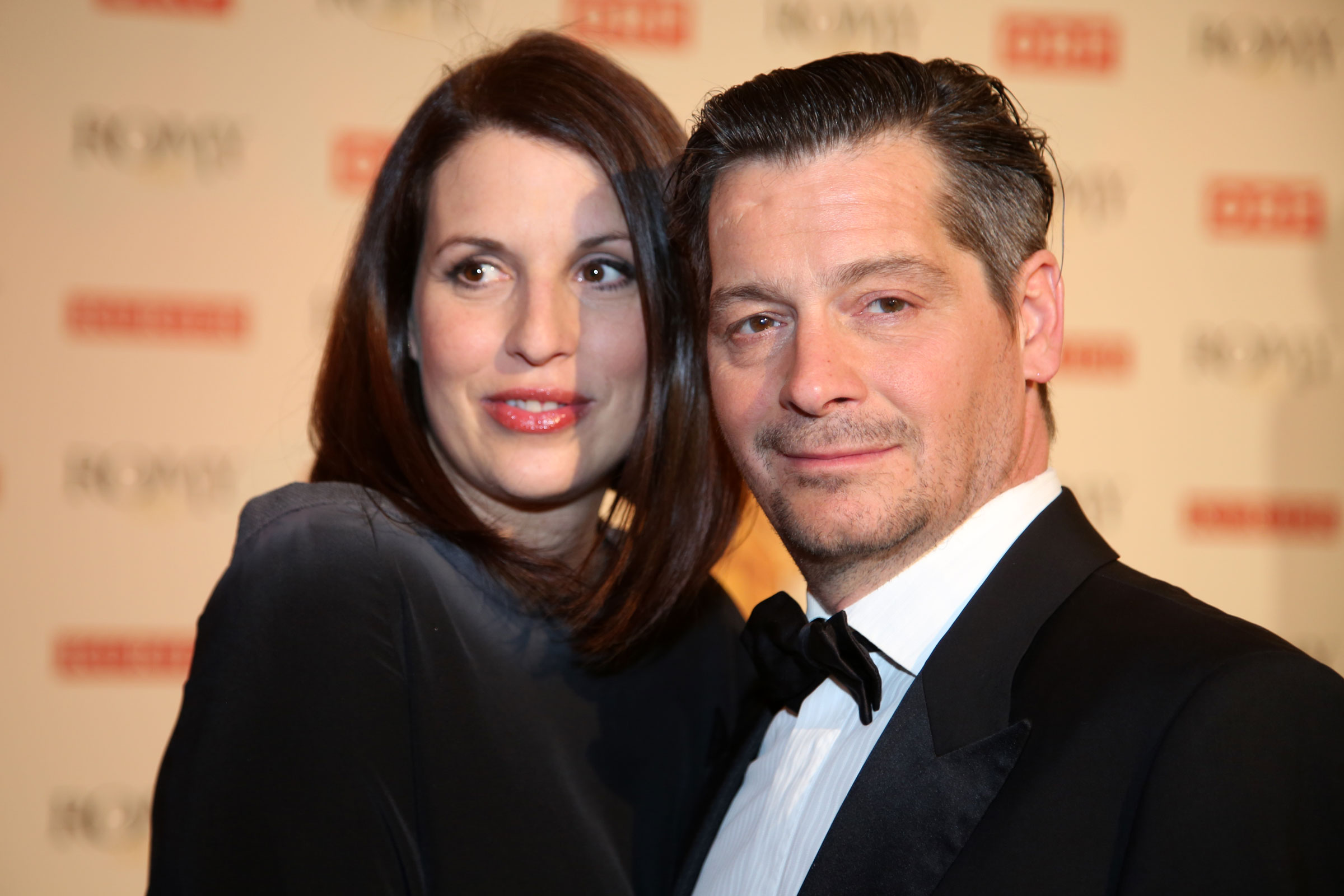
Fritz Karl mit seiner Frau Elena Uhlig (2015)

Fritz Karl zog 2019 mit seiner Schauspielkollegin Elena Uhlig, mit der er seit 2006 zusammenlebt, von Traunkirchen in Österreich nach München-Lehel. Mit ihr hat er zwei Söhne und zwei Töchter (* 2007, 2010, 2015, 2018). Außerdem hat er drei Kinder aus einer vorherigen Ehe, die bei der Mutter aufwuchsen, darunter die Schauspieler Valerian (* 1988) und Aaron Karl (* 1990). Fritz Karl und Elena Uhlig heirateten im November 2023.

## Auszeichnungen
Karl wurde 1995 mit dem Max-Ophüls-Preis als bester Nachwuchsschauspieler für seine Rolle des jungen Straftäters Mario in Houchang Allahyaris Höhenangst ausgezeichnet. 1998 erhielt er die Auszeichnung österreichischer Shooting Star des europäischen Films.
2008 war er für Eine folgenschwere Affäre (2007) als bester Schauspieler in der Kategorie Fernsehspiel/Fernsehfilm für den Bayerischen Fernsehpreis nominiert. 2011 und 2020 wurde Karl als beliebtester Schauspieler mit dem österreichischen Fernsehpreis Romy ausgezeichnet.

## Filmografie (Auswahl)
- 1989: Arbeitersaga 2 – Juni 1961 – Die Verlockung
- 1990: Spitzen der Gesellschaft
- 1994: Höhenangst
- 1995: El Chicko – der Verdacht
- 1996: Alte Liebe – Neues Glück (Hofrat Geiger)
- 1996: Tatort – Mein ist die Rache (Fernsehreihe)
- 1997: Die Superbullen
- 1998–2001: Julia – Eine ungewöhnliche Frau
- 1998: Polizeiruf 110 – Tod und Teufel
- 1999: Die Verhaftung des Johann Nepomuk Nestroy
- 1999: Ein Herz wird wieder jung
- 2000: Der Weibsteufel
- 2000: Polizeiruf 110 – Bis zur letzten Sekunde
- 2001: Sophie – Sissis kleine Schwester
- 2001: Spiel im Morgengrauen
- 2002: Zwei Seiten der Liebe
- 2002: Medicopter 117 – Plutonium
- 2002: Tauerngold
- 2002: August der Glückliche
- 2002: Schneemann sucht Schneefrau
- 2002: Kommissar Rex – Bis zur letzten Kugel
- 2003: Jennerwein
- 2003: Alles Glück dieser Erde
- 2003: Alpenglühen
- 2003: Ein Banker zum Verlieben
- 2004: Der weiße Afrikaner
- 2004: Sterne über Madeira
- 2005: Wer früher stirbt ist länger tot
- 2005: Ein Kuckuckskind der Liebe
- 2005: Tatort – Die schlafende Schöne
- 2005–2008: Mutig in die neuen Zeiten (Fernsehreihe)
  - 2005: Im Reich der Reblaus
  - 2006: Nur keine Wellen
  - 2008:  Alles anders
- 2006: Papa und Mama
- 2006: Kronprinz Rudolfs letzte Liebe
- 2006: Auf ewig und einen Tag
- 2006: Die Zeit, die man Leben nennt
- 2006: Henry Dunant: Du rouge sur la croix
- 2006: Geküsst wird vor Gericht
- 2007: Die Flucht (Zweiteiler)
- 2007: Tatort – Der Traum von der Au
- 2007: Eine folgenschwere Affäre
- 2007: Zodiak – Der Horoskop-Mörder
- 2007: Alles was recht ist
- 2007: Tatort – Bevor es dunkel wird
- 2008: Patchwork
- 2008: Unter Verdacht (TV-Serie, Staffel 1, Folge 11)
- 2008: Alles was recht ist – Die italienische Variante
- 2008: Kommissar Rex (TV-Serie, eine Folge)
- 2008: Die Patin – Kein Weg zurück
- 2009: Auf der Suche nach dem G-Punkt
- 2009: Der Bär ist los
- 2009: Krupp – Eine deutsche Familie
- 2009: Sisi
- 2009: Männerherzen
- 2009: Der Teufel mit den drei goldenen Haaren
- 2009: Plötzlich Onkel
- 2009: Der Fall des Lemming
- 2009: Nachtschicht – Blutige Stadt
- 2010: Das Geheimnis der Wale
- 2010: Liebe vergisst man nicht
- 2010: Black Brown White
- 2010: Lautlose Morde
- 2010: Rosannas Tochter[4]
- 2011: Freilaufende Männer
- 2011: Mein Bruder, sein Erbe und ich
- 2011: Männerherzen … und die ganz ganz große Liebe
- 2011: Sommer der Gaukler
- 2011: Tödlicher Rausch
- 2011: Als der Weihnachtsmann vom Himmel fiel
- 2011: Hopfensommer
- 2012: Die Chefin - Enthüllung
- 2012: Hochzeiten
- 2012: Balthasar Berg – Sylt sehen und sterben
- 2012: Geisterfahrer
- 2012: Allerleirauh
- 2012: Verfolgt – Der kleine Zeuge
- 2012: Trau niemals deiner Frau
- 2012: Die Spionin
- 2013: Charlotte Link – Das andere Kind
- 2013: Just Married – Hochzeiten zwei
- 2013: Tod in den Bergen
- 2013: Im weißen Rössl – Wehe Du singst!
- 2013: Unter Feinden
- 2013: Der Bulle und das Landei – Ich sehe was, was du nicht siehst und das ist … tot
- 2013: Polt
- 2014: Der stille Berg
- 2014: Inspektor Jury – Der Tote im Pub
- 2014: Bloß kein Stress!
- 2014: Spuren des Bösen – Schande
- 2014: Eine Handvoll Briefe
- 2015: Zum Sterben zu früh
- 2015: Käthe Kruse
- 2015: Inspector Jury – Mord im Nebel
- 2015: Mein gebrauchter Mann
- 2016: Seitensprung mit Freunden
- 2016: Das beste Stück vom Braten
- 2016: Neben der Spur – Todeswunsch
- 2016: Nie mehr wie es war
- 2017: Inspektor Jury spielt Katz und Maus
- 2017: Maximilian – Das Spiel von Macht und Liebe (Fernsehdreiteiler)
- 2017: Life Guidance
- 2017: Maria Theresia
- 2018: Reich oder tot
- 2018: Inspektor Jury – Der Tod des Harlekins
- seit 2018: Falk (Fernsehserie)
- 2018: Landkrimi – Der Tote im See
- 2018: Die Muse des Mörders
- 2018: Meiberger – Im Kopf des Täters (Fernsehserie)
- 2018: Du bist nicht allein
- 2018: Aenne Burda – Die Wirtschaftswunderfrau
- 2019: Ein Dorf wehrt sich
- 2019: Unterm Birnbaum (Fernsehfilm)
- 2019: Ich brauche euch
- 2020: Wahrheit oder Lüge (Drama, ZDF)
- 2020: Der Alte – Funkstille
- 2020: Das Tal der Mörder (Fernsehfilm)
- 2021: Stadtkomödie – Man kann nicht alles haben (Fernsehreihe)
- 2021: Alles auf Rot
- 2021: Sugarlove
- 2021: Meiberger – Mörderisches Klassentreffen (Fernsehfilm)
- 2022: Sommer auf drei Rädern (Fernsehfilm)
- 2022: Landkrimi – Der Schutzengel (Fernsehreihe)
- 2022: Das Wunder von Kapstadt (Fernsehfilm)
- 2023: Landkrimi – Dunkle Wasser (Fernsehreihe)
- 2023: Blind ermittelt – Tod im Weinberg (Fernsehreihe)
- 2023: Landkrimi – Steirerangst (Fernsehreihe)
- 2024: Landkrimi – Bis in die Seele ist mir kalt (Fernsehreihe)
- 2024: Führer und Verführer
- 2024: Überväter (Fernsehfilm)
- 2024: Tatort: Trotzdem
- 2024: Entführen für Anfänger
- 2025: Wiener Blut – Berggericht (Fernsehreihe)
- 2025: Das geheime Stockwerk

## Hörspiele
- 2002: Elias Canetti: Die Blendung (2 Teile); Regie: Robert Matejka (DLR Berlin/BR/ORF)